# Еврітіон
Еврітіо́н (дав.-гр. Εὐρυτίων, ім'я означає «вельмишановний») — персонажі давньогрецької міфології:
- Еврітіон — кентавр, що намагався викрасти Гіпподамію на весіллі Пейрітоя, який був вбитий зрештою під час битви лапітів проти кентаврів, яка вибухнула через це викрадення.
- Еврітіон — інший кентавр, який загрожував насильством Іполіті в день її одруження з Азаном. Її батько Дексамен був змушений погодитися, аби Геракл втрутився від її імені й вбив кентавра.
- Еврітіон — син Ареса, пастух Геріона, якого вбив Геракл.
- Еврітіон — цар міста Фтії (Магнісія), син Ктімена і Демонасси.
- Еврітіон — троянський лучник, син Лікаона і брат Пандара.
- Еврітіон — захисник Фів проти сімох, якого вбив Партенопей.